# Władysław Kociatkiewicz
Władysław Kociatkiewicz (ur. 1 sierpnia 1904 w Warszawie, zm. wiosną 1940 w Charkowie) – kapitan artylerii rezerwy Wojska Polskiego, działacz niepodległościowy, ofiara zbrodni katyńskiej.

## Życiorys
1 sierpnia 1904 w Warszawie, w rodzinie Władysława i Marii z Jaworskich. Absolwent Korpusu Kadetów nr 2 w Modlinie.
Od 1919 służył w Wojsku Polskim. Walczył na wojnie z bolszewikami. W 1922 był w 17 pułku artylerii polowej w Gnieźnie. Później ukończył Oficerską Szkołę Artylerii w Toruniu. 24 września 1924 Prezydent RP Stanisław Wojciechowski mianował go podporucznikiem ze starszeństwem z 1 lipca 1923 i 47. lokatą w korpusie oficerów artylerii, a minister spraw wojskowych wcielił do 10 pułku artylerii ciężkiej w Przemyślu. Następnie pełnił służbę w 1 pułku artylerii najcięższej w Warszawie i 30 pułku artylerii polowej we Włodawie. 21 grudnia 1925 prezydent RP nadał mu stopień porucznika z dniem 1 lipca 1925 w korpusie oficerów artylerii i 46. lokatą. W 1926 został przeniesiony do rezerwy i przydzielony w rezerwie do 1 pan.
Po zakończeniu służby pracował jako buchalter. Mieszkał w Warszawie przy ul. Ordynackiej 11.
W 1934, jako oficer rezerwy pozostawał w ewidencji Powiatowej Komendy Uzupełnień Warszawa Miasto III i nadal posiadał przydział do 1 pan. Na kapitana rezerwy został awansowany ze starszeństwem z 1 stycznia 1936 i 5. lokatą w korpusie oficerów artylerii.
W czasie kampanii wrześniowej 1939 – po agresji ZSRR na Polskę – w nieznanych okolicznościach dostał się do niewoli sowieckiej. Przebywał w obozie w Starobielsku. Wiosną 1940 został zamordowany przez funkcjonariuszy NKWD w Charkowie i pogrzebany potajemnie w bezimiennej mogile zbiorowej w Piatichatkach, gdzie od 17 czerwca 2000 mieści się oficjalnie Cmentarz Ofiar Totalitaryzmu w Charkowie. Figuruje na Liście Starobielskiej NKWD, pod poz. 1830.
5 października 2007 minister obrony narodowej Aleksander Szczygło mianował go pośmiertnie na stopień majora. Awans został ogłoszony 9 listopada 2007 w Warszawie, w trakcie uroczystości „Katyń Pamiętamy – Uczcijmy Pamięć Bohaterów”.

## Ordery i odznaczenia
- Krzyż Niepodległości – 20 lipca 1932 „za pracę w dziele odzyskania niepodległości”[18][2][19]
- Krzyż Walecznych trzykrotnie[3][20]
- Medal Pamiątkowy za Wojnę 1918–1921[3]
- Medal Dziesięciolecia Odzyskanej Niepodległości[3]